# Georg von Kopp
Georg (von) Kopp, född 27 juli 1837 i Duderstadt, Hannover, död 4 mars 1914 i Troppau, var en tysk romersk-katolsk kyrkoman och politiker.
Kopp, som var son till en fattig vävare, blev 1856 telegraftjänsteman, men fick 1858 möjlighet att studera teologi i Hildesheim. Han prästvigdes 1862 och verkade sedan dels som romersk-katolsk själasörjare, dels som biträde vid generalvikariatet i Hildesheim till 1872, då han blev generalvikarie och domkapitularie. Han utsågs 1881 till biskop av Fulda, blev 1884 ledamot av preussiska statsrådet och 1886 av herrehuset samt ägnade sig åt arbetet på återställande av det genom kulturkampen rubbade goda förhållandet mellan preussiska staten och romersk-katolska kyrkan. 
Kopp hade väsentlig del i tillkomsten av de kyrkopolitiska lagar av 21 maj 1886 och 30 april 1887, vilka upphävde och ersatte de beryktade majlagarna av 1873. Han blev 1887 med preussiska regeringens samtycke av påven Leo XIII utsedd till furstbiskop av Breslau och var som sådan ledamot av österrikiska herrehuset och det österrikiska Schlesiens lantdag. Han var 1890 ledamot av den av Vilhelm II sammankallade arbetarskyddskonferensen i Berlin; 1893 blev han kardinal. 
Kopp intog en politiskt synnerligen inflytelserik ställning bland Tysklands romerska katoliker och ingrep ofta, i besittning av såväl kejsar Vilhelms som påvens förtroende, medlande vid konflikter mellan ultramontanerna samt preussiska och riksregeringen i Berlin.